# ギド・ヴェスターヴェレ
ギド・ヴェスターヴェレ（ドイツ語: Guido Westerwelle, 1961年12月27日 - 2016年3月18日）は、ドイツの弁護士、政治家。第2次アンゲラ・メルケル内閣において外相を務めた（2011年5月までは副首相を兼任）。2001年から2011年まで自由民主党（FDP）党首（第12代）。

## 経歴

### FDP党首に
西ドイツ（当時）のノルトライン＝ヴェストファーレン州バート・ホンネフ生まれ。父は弁護士、母は判事という法律家の家に生まれる。両親が離婚し父のもとで育つ。1980年にアビトゥーアに合格。同年、自由民主党（FDP）に入党。FDPの青年団組織「Junge Liberalen」(JL) の共同設立者となる。ボン大学で法学を学ぶ。在学中の1983年、JLの連邦代表に選出され、1988年までその座にあった。1987年、第一次司法試験（司法修習試験）合格。1991年、第二次司法試験（国家司法試験）合格。同年弁護士免許取得。1993年、ボン地区の党代表に就任。翌年ハーゲン通信大学から「政党法と政治的青年団組織」の研究で法学博士号を授与。
1994年、当時のクラウス・キンケル党首の下でFDPの事務局長に就任。同職を2001年まで務め、事務局長として党綱領の更新に携わった。1996年2月8日、比例リスト上位の議員の離職に伴い、ドイツ連邦議会の議席を得る。以後現在まで連邦議会に議席を保持。2001年5月4日の党大会でヴォルフガング・ゲルハルトの後継として39歳で党首に選出された。党首としてFDPの力点を教育・経済政策に置き（新自由主義的である）、ドイツの伝統的二大政党であるドイツキリスト教民主同盟（CDU）ともドイツ社会民主党（SPD）とも異なる選択肢となるべく、国民的政党への脱皮を図る方針を発表。

### 野党代表
その試金石となる2002年の連邦議会選挙では、それまで二大政党のいずれかに付いてキャスティング・ボートを握ってきたFDPの伝統的戦略を捨て、FDP史上初めて他党との選挙協力をせず自らを「連邦首相候補」として得票率18%を目標に掲げ、ユルゲン・メレマン副党首と共に派手な選挙戦を展開する。「ギドモービル」と名付けた、党のシンボルカラーである黄色と青に塗った大型キャンピングカーで祭りの会場やプール、マクドナルドなどに乗りつけ、さらに自らスーパーマンのような黄色と青のコスチュームに身を包んだ姿で登場して有権者の関心を引こうとした。さらには人気テレビ番組『Big Brother』にも登場したが、このような選挙活動はふざけているという批判も浴びた。結果は前回比 1.2ポイント増の得票率7.4%に留まった。与党の辛勝で連立組み替え・政権交代もならなかった。
2005年の連邦議会選挙では「ギドモービル」は封印して選挙運動を展開。この選挙ではCDU・SPD双方の票を吸収する形で得票率が10%に迫る好成績を収め、14議席増の61議席で連立与党だった同盟90/緑の党を抜いて第3党に躍り出た。しかし二大政党が共に議席を減らしたためアンゲラ・メルケル（CDU）を首班とするCDU・SPDの大連立政権が成立。ヴェスターヴェレは最大野党の党首として全議席の3分の1を占める野党（FDP, 同盟90/緑の党、左翼党）の代表になっている。2006年、党院内総務を兼任。2007年、イスタンブールで開催されたビルダーバーグ会議に参加した。

### 副首相兼外相
2009年ドイツ連邦議会選挙では党首として選挙戦を戦い、FDP史上最高の14.6%の得票率で躍進。CDUと連立協議して10月に第2次メルケル内閣を樹立、副首相兼外相として入閣した。それに伴い連邦議会党院内総務職をビルギット・ホンブルガーに譲った。総選挙直後の記者会見では、英語で質問した英国放送協会の記者に「イギリスで英語が話されるのが当たり前のように、ドイツではドイツ語が話されるのが当たり前です」と言って英語で返答するのを拒否した一幕があった（ヴェスターヴェレは、英語も非常に堪能である）。
その後、徐々に支持率は低迷。2011年の州議会選挙では、直前の脱原発政策をめぐる論争で支持率を下げたためバーデン＝ヴュルテンベルク州で大敗、ラインラント＝プファルツ州では議席を失い、敗北の責任を取る形で党首を辞任。副首相を辞任したが外相には留任した。後任の副首相は後任党首であるフィリップ・レスラーが就いた。2013年ドイツ連邦議会選挙ではFDPは得票率5%を得られず、規定によりヴェスターヴェレを含む全議員が議席を失った。同年12月、CDUとSPDの大連立による第三次メルケル内閣の成立とともに外務大臣から離職した。
2014年に発覚した白血病のため闘病生活を送っていたが、2016年3月18日死去。54歳没。

## 人物

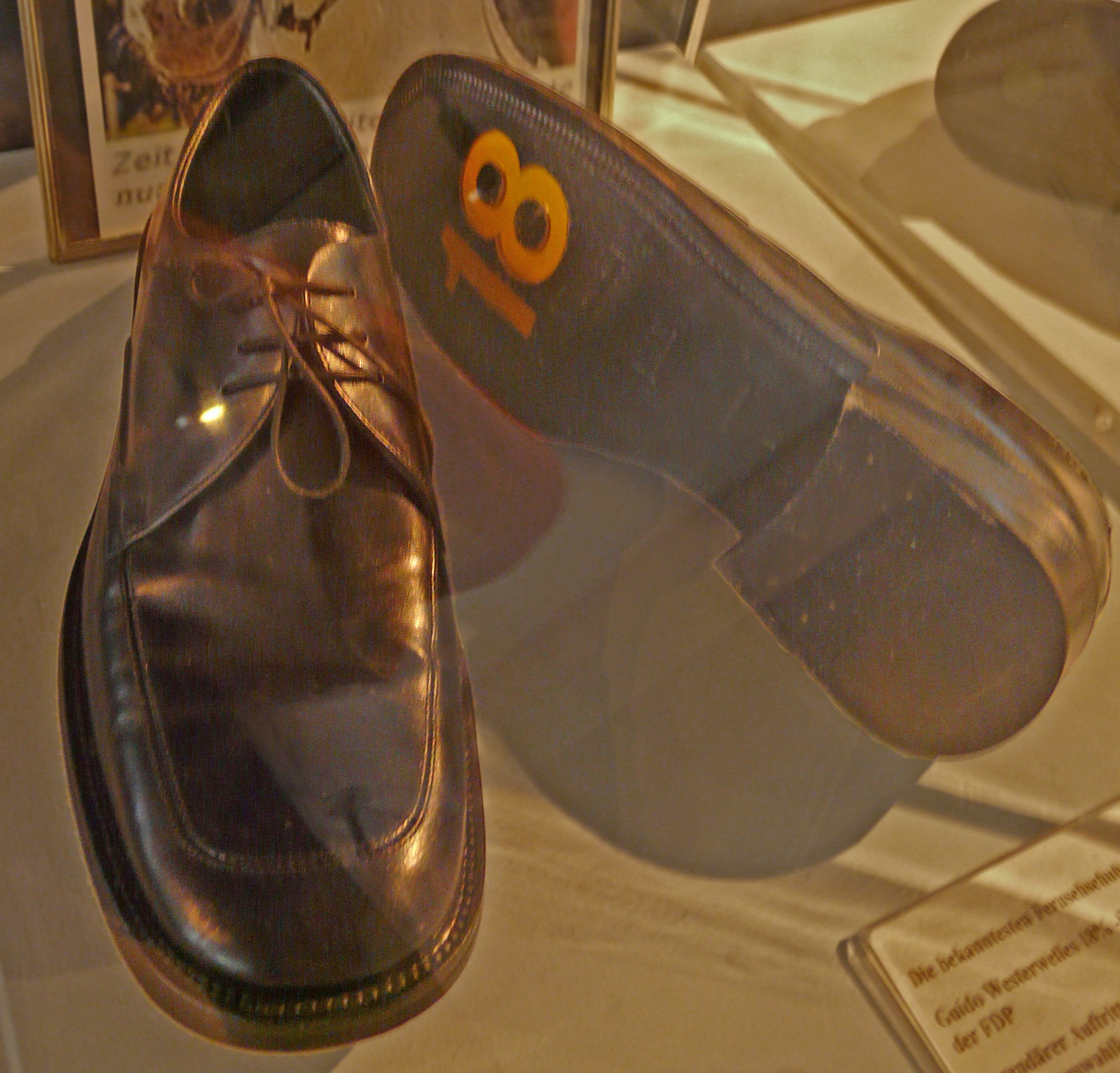
目標の得票率（18%）をあしらった、ヴェスターヴェレが2002年総選挙時に履いた靴（ドイツ靴博物館）

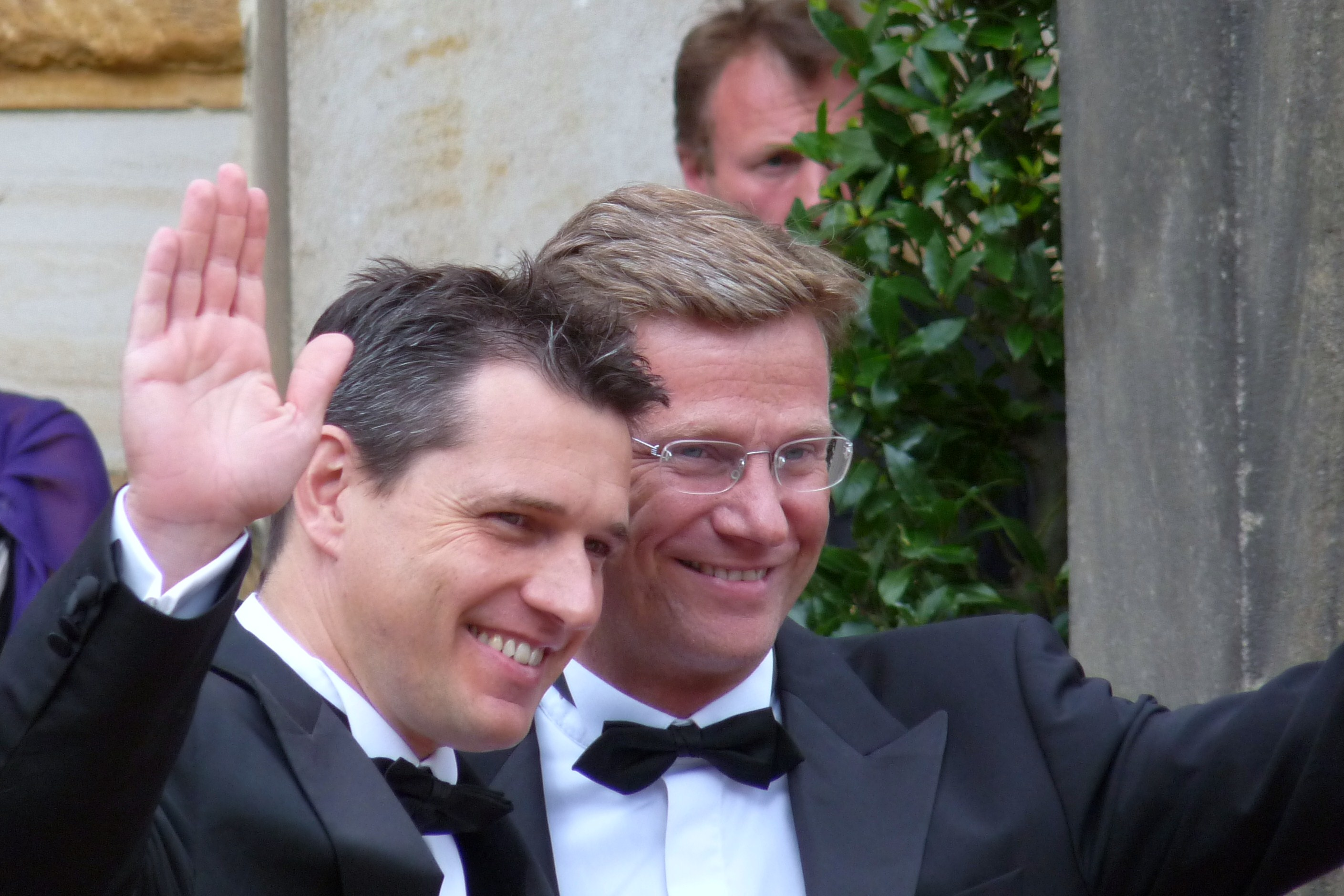
ヴェスターヴェレと伴侶のミヒャエル・ムロンツ（2009年7月）

- ボンに私宅を持ち、伴侶でありスポーツイベント関連の会社を経営する男性ミヒャエル・ムロンツと暮らしていた。この関係は2004年のメルケルの50歳の誕生日パーティーにムロンツを同伴したことで明らかとなり、ベルリン市長クラウス・ヴォーヴェライト（SPD）に次いで同性愛者であることをカミングアウトした2人目のドイツの有力政治家となった。2010年9月17日、ドイツの同性婚法に基づき、ヴェスターヴェレとムロンツは結婚式を挙げた。
  - なお2012年3月、ヴェスターヴェレがベラルーシを「独裁国家」と批判したのに対し、ベラルーシのアレクサンドル・ルカシェンコ大統領は「ゲイより独裁者の方がましだ」と応酬した。
- ドイツ福音主義教会に加盟している州教会ラインラント福音主義教会の教会員であった。

## 語録
- 「汽船・帆船の違いを問わず舵取りがいるように、FDPにもそういう人物がいます。それが私です」（2001年、党首就任の挨拶）
- 「神は私たちに、エドムント・シュトイバーという FDPにとってかけがえのない応援団を与えて下さいました」（2006年）
- 「私は確かにあなたより若いが、よりアホだということはない」（2005年9月、出演した総選挙の開票速報番組でゲアハルト・シュレーダー首相に向かって）
- 「カール・マルクスが天国に行ったとは思わない」（2005年4月27日）
- 「我々（FDP）は教会に行かない人にとってのCDUではないし、ポルシェに乗る人にとってのSPDではないし、職業教育を受けた人（＝非大学卒）にとっての緑の党でもありません」（2005年の党大会で）
- 「ドイツが資本主義だという人は、キューバを民主主義だと思うのでしょう」（2005年の党大会で）